# Derivada de Fréchet
Em matemática, a derivada de Fréchet é a generalização do conceito de derivada de funções em {\displaystyle \mathbb {R} ^{n}\,} em espaços de Banach.

## Definição
Sejam {\displaystyle \mathbb {X} \,} e {\displaystyle \mathbb {Y} \,} espaços de Banach. Seja {\displaystyle f:D\to \mathbb {Y} \,} uma função definida em {\displaystyle D\subseteq \mathbb {X} \,}. Seja ainda {\displaystyle x_{0}\,} um ponto do interior do domínio {\displaystyle D\,}. Diz-se que {\displaystyle f\,} é diferenciável em {\displaystyle x_{0}\,} sempre que existe um operador linear limitado {\displaystyle A\,} tal que:
{\displaystyle \lim _{h\to 0}{\frac {\left\|f(x_{0}+h)-f(x_{0})-Ah\right\|_{\mathbb {Y} }}{\left\|h\right\|_{\mathbb {X} }}}=0}